# Områdetræk
Områdetræk er en lingvistisk betegnelse for sprogegenskaber som sprog i et bestemt geografisk område har tilfælles på trods af at de ikke er beslægtede. I et sådanne geografisk område kan sprogegenskaber diffundere fra et sprog til et andet i et sprogforbund.
| Sprog | Spire Denne artikel om sprog er en spire som bør udbygges. Du er velkommen til at hjælpe Wikipedia ved at udvide den. |